# Степанюк Уляна Анатоліївна
Уляна Анатоліївна Степанюк (нар. 2 жовтня 2007) — українська легкоатлетка, яка спеціалізується на бігу на короткі дистанції.
На внутрішніх змаганнях представляє Волинську область.
Тренується під керівництвом Алли Повх у Східному центрі олімпійської підготовки.

## Спортивні досягнення

### Молодь (до 23 років)
Срібна призерка чемпіонату України серед молоді з бігу на 100 метрів (2025).

### Юніори (до 20 років)
Фіналістка (6-е місце) чемпіонату світу серед юніорів з естафетного бігу 4×100 метрів (2024).
Бронзова призерка чемпіонату Європи серед юніорів з бігу на 100 метрів (2025).
Бронзова призерка чемпіонату Балканської легкоатлетичної асоціації в приміщенні серед юніорів з бігу на 60 метрів (2025).
Чемпіонка України серед юніорів з бігу на 100 метрів (2025). Чемпіонка України серед юніорів з естафетного бігу 4×100 метрів (2024, 2025). Срібна призерка чемпіонату України серед юніорів з бігу на 100 метрів (2024).
Рекордсменка України в приміщенні серед юніорів з бігу на 60 метрів — 7,39 (2025).

### Юнаки (до 18 років)
Фіналістка (4-е місце) чемпіонату Європи серед юнаків з бігу на 100 метрів (2024).
Чемпіонка Балканської легкоатлетичної асоціації серед юнаків з естафетного бігу 4×100 метрів (2024). Срібна призерка чемпіонату Балканської легкоатлетичної асоціації серед юнаків з бігу на 100 метрів (2024).
Срібна призерка чемпіонату України в приміщенні серед юнаків з бігу на 60 метрів (2024). Бронзова призерка чемпіонату України в приміщенні серед юнаків з бігу на 200 метрів (2024).